# Allan Kaprow
Allan Kaprow (Atlantic City, 23 agosto 1927 – Encinitas, 5 aprile 2006) è stato un artista statunitense.
Ha contribuito a sviluppare l'arte nella sua dimensione installativa ed è stato uno dei fondatori del "Happening" nei tardi anni '50 e '60. Alla metà degli anni Cinquanta ha partecipato alle lezioni di John Cage da cui ha ripreso l'idea di affidare al caso un ruolo determinante nella creazione artistica, parallelamente è stato influenzato nell'uso di nastri magnetici e la creazione di partiture a cui affidarsi nella definizione dei suoi happening. 

## Happenings
- "Communication Happening "(New Brunswick/New Jersey 1958)
- "18 Happenings in 6 Parts" (New York, 1959)
- "Chicken" (Philadelphia, 1962)
- "The Courtyard" (New York, 1962)
- "Eat" (New York, 1964)
- "Calling" (New York, 1965)
- "Soap" (Sarasote/Florida, 1965)
- "Gas" (New York, 1966)
- "Self-Service" (Boston, New York, Los Angeles, 1966)
- "Fluids" (1967)
- "Travelog" (New York, 1968)
- "A sweet wall" (Berlino, 1970)
- "Fluids" (Basilea, 2005)

## Ambienti
- "Penny Arcade" (1956)
- "Untitled Enviroment" (1958)
- "Yard" (1961)
- "Words" (1962)

## Opere
- The Legacy of Jackson Pollock, in Art News, volume 57, ottobre 1958
- Happenings in the New York Scene in, Art News, maggio 1961
- Assemblage, Environments and Happenings, 1966
- The Shape of the Art Environment in ArtForum, vol.6, n°.10, pp. 32-33, 1968
- The Education of the Un-Artist, Part I in Art News, febbraio 1971
- The Education of the Un-Artist, Part II in Art News, maggio 1972
- The Education of the Un-Artist, Part III in Art in America, gennaio 1974
- Essays on the Blurring of Art and Life, Berkeley, University of California Press, 1993, ISBN 0-520-07066-6
- Fluids, Köln: König 2005, solo illustrazioni + 1 Poster, ISBN 3-88375-996-1